# Conquista
Conquista é um município na microrregião de Uberaba, no Interior de Minas Gerais, no Brasil. Sua população estimada em 2010 era de 7 500 habitantes. Após o censo do referido ano, verificou-se que o número total de habitantes da cidade era de 6 922 habitantes, incluídos os distritos de Guaxima e Jubaí. A área é de 618,0 quilômetros quadrados e a densidade demográfica, de 9,09 habitantes por quilômetro quadrado.
O município de Conquista é essencialmente agrícola. Porém, diagnósticos, estudos e levantamentos apontam sua forte vocação para o turismo, fator importante que, num futuro bem próximo, pode ser a redenção econômica e social, com geração de emprego e renda aos seus munícipios.
Seus limites são Uberaba a noroeste e norte, Sacramento a leste e Rifaina e Igarapava (estes em São Paulo) a sul.
Apesar de pequena, com cerca de sete mil habitantes, é conhecida como "Um Cantinho da Itália em Minas", por sua riqueza, beleza e qualidade de vida e ainda por ter siso adensada populacionalmente principalmente, por imigrantes italianos. É uma cidade com raízes na cultura europeia (portuguesa e italiana), onde se pode observar rios de águas limpas e encantar-se com o verde exuberante por toda a cidade. Ouvir o canto dos pássaros. Você pode observar ainda a beleza da arquitetura e o colorido dos jardins. Servir-se de comida farta e com qualidade. A herança dos imigrantes está presente na organização, na força do trabalho, no casario, na hospitalidade e na simpatia do povo.
Tem, como conterrânea conhecida nacionalmente, a autora de telenovelas Janete Clair, famosa por escrever Irmãos Coragem, Selva de Pedra, Pecado Capital, entre outras.

## História

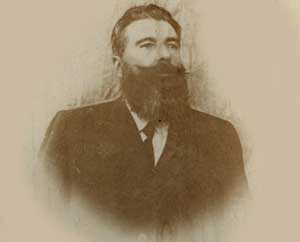
Domingos Vilela de Andrade, fundador do município.

A região era ocupada, até o século XVIII, por várias etnias indígenas, como os caiapós, bororos, parecis, carajás e araxás. Com a descoberta de ouro na capitania de Goiás no início desse século, a região passou a ser ocupada por aventureiros em busca de ouro. Nesse processo, foram exterminados não apenas os índios que existiam na região, mas também os inúmeros quilombos que aí existiam.
A cidade de Conquista, localizada no Triângulo Mineiro, nasceu com as expedições que, no início do Século XIX, vieram explorar a região. As terras que formam o município foram doadas ao português Manuel Bernardes Nazianzeno da Silveira. Elas passaram por vários donos e, em 1888, o coronel Francisco Meireles do Carmo aqui se instalou, criando um armazém para fornecer mercadorias aos trabalhadores que construíam a estrada de ferro Mogiana. 
Em 1894, o doutor Crispiniano Tavares, baiano de Ilhéus, fez a planta do povoado, traçando e demarcando as ruas. Conquista tornou-se distrito de Sacramento em 1892, desmembrando-se do mesmo em 1911, consoante a divisão administrativa do Brasil. 
Conquista, antigo distrito criado em 1892 e 1901, tornou-se vila pela Lei Estadual nº 556, de 30 de agosto de 1911, sendo desmembrado do município de Sacramento. Conquista foi fundada por Domingos Vilela de Andrade, em 30 de agosto de 1911; porém, há um seleto grupo de pesquisadores historiadores que atribui tal feito ao coronel Antônio Alves da Silva, grande benemérito da cidade. Em 10 de setembro de 1925, Conquista foi elevada à categoria de cidade.

## Igreja Matriz Nossa Senhora de Lourdes
Terminada em 1927, revela os traços de uma comunidade exigente quanto aos detalhes, além de ser uma das mais belas da Arquidiocese de Uberaba. Encontra-se em destaque no centro da cidade, ornamentada frontalmente pela praça central, na qual encontramos uma fonte dedicada à Nossa Senhora de Lourdes. Também possui uma gruta ao lado, onde há uma cascata de água corrente.
A paróquia de Nossa Senhora de Lourdes, foi criada em 1908, um ano após a fundação da Arquidiocese de Uberaba, da qual é integrante. Durante este período, muitos benfeitores são causa da situação atual, uma vez que a Igreja está totalmente restaurada e preservada em sua maior parte no aspecto original. O edifício da Igreja foi tombado  em 2003 (Decreto nº 301/2003) pelo Conselho Municipal de Patrimônio Cultural do município possuir importância tanto religiosa quanto arquitetônica e reconhecido o tombamento pelo Instituto Estadual de Patrimônio Histórico e Artístico de Minas Gerais - IEPHA em 2007. Um restauro foi executado pelo antigo pároco José dos Reis Naves, que realizou grandiosas obras na paróquia, obtendo destaque no serviço à comunidade, e reinaugurada em 1999, pelas mãos de dom Aloísio Roque Oppermann, arcebispo metropolitano de Uberaba.
Recebe destaque também, quando nos referimos à Paróquia Nossa Senhora de Lourdes e à Comunidade Católica de Conquista, a pessoa de cônego Pedro Magalini, nascido em Guaxima, distrito integrante do Município de Conquista. O conhecido padre Pedro, iniciou logo na juventude os estudos destinados ao serviço do altar e, destacando-se, foi encaminhado para Roma, na Itália, quando terminou sua formação, sendo ordenado sacerdote da Sanctae Eclesiae Romanae na Basílica Papal de São Pedro, na Cidade do Vaticano. Também cursou em Roma seu Doutorado em Teologia. Voltando ao serviço arquidiocesano de Uberaba, após concluir seus estudos em Roma, assumiu a paróquia de sua terra natal, Conquista. Durante este lapso de tempo, passou a integrar o corpo docente da Escola Estadual Dr. Lindolfo Bernardes, onde logo assumiu a direção por inegável prestígio da comunidade, como por sua competência intelectual. Interrompeu seu frutífero trabalho após sofrer um acidente vascular cerebral, que deixou algumas sequelas, como diminuição dos movimentos, porém, mesmo assim, não entregou totalmente os serviços paroquiais. Por outro lado, foi compelido a deixar os trabalhos acadêmicos junto à escola. Faleceu em Conquista no ano de 2003, e ainda contribuía ativamente nos serviços paroquiais- embora não fosse mais o pároco da Santa Casa de Conquista e do Asilo São Vicente de Paula.

## Espiritismo
Na comunidade rural de Santa Maria, na divisa de Conquista e Sacramento, foi fundado o primeiro centro espírita rural do Brasil pelo grande médium conhecido como Tio Sinhô Mariano, e continuado o trabalho pelo também médium e humanitário Eurípedes Barsanulfo.
A região foi citada várias vezes pelo médium Chico Xavier como uma região de grande elevação espiritual, de "boas energias".

## Conquistenses ilustres
Entre os nascidos em Conquista, destaca-se a célebre escritora brasileira Janete Clair, autora de várias telenovelas de sucesso.